# 四叶景天
四叶景天（学名：Sedum quaternatum）为景天科景天属的植物，为中国的特有植物。分布于中国大陆的河南等地，生长于海拔450米至750米的地区，多生于山坡阴湿处，目前尚未由人工引种栽培。

## 别名
四部景天（拉汉种子植物名称）

## 异名
- Sedum quaternatum Praeg.
- Sedum yvesii Hamet